# Единая Осетия
Республика́нская полити́ческая па́ртия «Еди́ная Осе́тия» (осет. Республикон политикон парти «Иугонд Ир», груз. ერთიანი ოსეთი) — официально зарегистрированная политическая партия, крупнейшая в частично признанной Республике Южная Осетия.
Партия имеет 20 из 34 депутатских мандатов в Парламенте Южной Осетии VI-го созыва.
Идеологическим стержнем РПП «Единая Осетия» является воссоединение Северной и Южной Осетии в составе Российской Федерации.

## История
О создании партии «Единая Осетия» стало известно в апреле 2012 года. После того, как Анатолий Бибилов покинул партию «Единство», было принято решение создать абсолютно новую политическую силу, основанную на постулатах справедливости и моральных ценностях. Основными тезисами в предвыборной программе является консолидация народа для построения нового общества.
I (учредительный) съезд РПП «Единая Осетия» состоялось 5 сентября 2012 года. На съезде путём тайного голосования председателем был избран руководитель МЧС Анатолий Бибилов. Делегатам были розданы 90 бюллетеней, из которых 88 проголосовали за кандидатуру Бибилова, а два бюллетеня были испорчены. В ходе проведения учредительного съезда своё желание объединить свои политические силы в одном партийном объединении выразил лидер партии Социал-демократов Дмитрий Тасоев.
II съезд партии состоялся 2 июля 2013 года. На съезде присутствовало 189 делегатов, из которых 122 представляли Цхинвальское региональное отделение, 17 — региональное отделение Дзауского района, 20 — Ленингорского района и по 15 делегатов представляли региональные отделения Знаурского и Цхинвальского районов. В ходе съезда в устав партии были внесены несколько поправок, основной из которых является переименование политсовета партии в Центральный комитет РПП «Единая Осетия», который возглавил Дмитрий Тасоев. В связи с внесенными изменениями в устав прекращены полномочия политсовета и контрольно-ревизионной комиссии, утверждены новые составы заменивших их партийных структур.
III съезд РПП «Единая Осетия» — 11 апреля 2014 года. В работе съезда приняли участие 300 делегатов, в том числе депутат Государственной думы РФ, член Общероссийского народного фронта (ОНФ) Андрей Красов и гость из Крыма, писатель Сергей Юхин. На съезде было отмечено, что число членов партии «Единая Осетия» превысило 3000 человек. На съезде был торжественно вручен партийный билет за номером 3000.
IV съезд партии состоялся 18 декабря 2015 года, где были подведены итоги годовой деятельности и определены ориентиры на будущее. В работе съезда приняли участие и приглашенные лица, в частности Президент Южной Осетии Леонид Тибилов, заместитель начальника Управления Администрации Президента РФ по работе со странами СНГ, Абхазией и Южной Осетией Иван Болтенков, депутаты Парламента РСО-А, представляющие фракции партий «Единая Россия» и «Патриоты России» и др. Всего съезд «Единой Осетии» собрал более 300 делегатов, выбранных от партийных организаций районов и столицы Республики. Главной целью проведения съезда стал вопрос о переизбрании лидера партии Анатолия Бибилова в связи с истечением трехлетнего срока его полномочий.
V съезд РПП «Единая Осетия» состоялся 25 января 2017 года,  где основным вопросом повестки дня было выдвижение кандидата в Президенты РЮО от РПП «Единая Осетия». В работе съезда приняли участие гости из ДНР, ЛНР и депутаты североосетинского парламента. Выступление лидера партии «Единая Осетия» Анатолия Бибилова на V съезде РПП «Единая Осетия» стало самым запоминающимся.
VI съезд «Единой Осетии» прошел 10 октября 2017 года. В ходе работы съезда  был избран новый председатель партии, помимо этого делегаты выбрали новый состав Центрального комитета и рассмотрели поправки в устав. В своем выступлении новый лидер партии Алан Тадтаев заявил о поддержке курса президента Республики по реализации целей и задач, направленных на повышение благосостояния народа Осетии.
В 2018 году представители «Единой Осетии» подписали соглашение о сотрудничестве с правящей партией Республики Сербской «Союз независимых социал-демократов».

## Руководство
Председатель партии — Алан Тадтаев.
Председатель Центрального комитета партии — Пётр Гассиев.
Члены ЦК партии:
1. Валиева Мадина Акакиевна
2. Валиева Роза Сергеевна
3. Габараев Юрий Константинович
4. Габатты Алан Хаджумарович
5. Габулова Индира Мелитоновна
6. Гагиева Эмилия Радиковна
7. Гаглоев Алан Петрович
8. Гассиев Петр Леонидович
9. Дзукаев Вилорд Сергеевич
10. Каджаев Филипп Григорьевич
11. Касаев Ацамаз Георгиевич
12. Кокоев Маирбег Дмитриевич
13. Мамиев Инал Димитриевич
14. Сиукаев Олег Лаврентьевич
15. Тадтаев Алан Сергеевич
16. Тасоев Борис Леонидович
17. Тедеев Бахва Отарович
18. Тигиев Сергей Викторович
19. Хачиров Филипп Шотаевич
20. Чочиты Игорь Гедеванович

Также в партии имеется высший контролирующий орган — Центральная контрольно-ревизионная комиссия (ЦКРК) РПП «Единая Осетия». ЦКРК избирается съездом на тайном голосовании. Данная структура осуществляет контроль за соблюдением членами и структурными подразделениями устава РПП «Единая Осетия».

## Партийный билет
Партийный билет — внутрипартийный документ партийного учёта, удостоверяющий партийную принадлежность его владельца. Единого требования к партийному документу Министерством юстиции не установлено. Каждый член партии «Единая Осетия» вправе требовать партийный билет.

## Газета «Единая Осетия»
Партийная печать — ежемесячная газета «Единая Осетия», крупнейшая в республике. Первый выпуск вышел 2 июля 2013 года. Газета зарегистрирована в Госкомитете информации и печати Южной Осетии 14 февраля 2013 года, её тираж составляет 5000 экземпляров. Распространяется по всей Республике бесплатно. Редколлегия газеты: Ю. Габараев, Ф. Хачиров, П. Гассиев, И. Чочиты, Б. Тасоев.

## Региональные отделения партии
- г. Цхинвал. Адрес: г. Цхинвал, ул. Исака Харебова 18. Глава местного совета — Кудзиев Эдуард Багратович.
- Дзауский район. Адрес: пос. Дзау, ул. Тигиева. Глава местного совета — Санакоев Сослан Муратович. .
- Знаурский район. Адрес: Знаурский район, с. Гаристав. Глава местного совета — Сиукаев Олег Лаврентьевич.
- Ленингорский район. Адрес: Ленингорский район, с. Орчосан. Глава местного совета — Дряев Спартак.
- Цхинвальский район. Адрес: Цхинвальский район, с. Тбет. Глава местного совета — Гаглоев Алан Петрович.

## Участие в выборах
На Парламентских выборах в Южной Осетии (2014) партия получила большинство (20 из 34) депутатских мандатов.